# 헤이디스 바이러스
《헤이디스 바이러스》(영어: Covert One: The Hades Factor)는 미국에서 제작된 믹 잭슨 감독의 2006년 텔레비전 스릴러 영화이다. 또 다른 제목으로 Robert Ludlum's Covert One: The Hades Factor와 The Hades Factor가 있다. 스티븐 도프, 미라 소비노 등이 출연하였다.

## 출연진
- 스티븐 도프
- 미라 소비노
- 블레어 언더우드
- 소피아 마일스
- 대니 휴스턴
- 콜름 미니
- 조시 홉킨스
- 제프리 더먼
- 앤젤리카 휴스턴
- 로즈메리 던즈모어
- 조리스 자스키
- 콘래드 던
- 서지오 디지오
- 캐런 글레이브

## 기타 제작진
- 배역: 리사 프라이버거
- 미술: 댄 데이비스
- 의상: 앤 딕슨